# هاهیرا (جورجیا)
هاهیرا، جورجیا (به انگلیسی: Hahira, Georgia) یک شهر در ایالات متحده آمریکا با جمعیت ۲٬۳۲۸ نفر است که در جورجیا واقع شده‌است.

## موقعیت جغرافیایی
موقعیت جغرافیایی شهرها و مناطق اطراف به شرح زیر است: